# Tillandsia disticha
Tillandsia disticha är en gräsväxtart som beskrevs av Carl Sigismund Kunth. Tillandsia disticha ingår i släktet Tillandsia och familjen Bromeliaceae. Inga underarter finns listade i Catalogue of Life.